# Guido Monina
Guido Monina (Ancona, 24 maggio 1929 – 12 agosto 1998) è stato un politico italiano, sindaco di Ancona dal 1976 al 1988.
Apparteneva al Partito Repubblicano Italiano.
È ricordato come il sindaco della ricostruzione dopo il terremoto del 1972 e la frana del 1982.
(Guido Monina)